# And Then We Kiss
"And Then We Kiss" là ca khúc của nghệ sĩ thu âm người Mỹ Britney Spears. Bài hát đạt tới vị trí 15 trên Billboard Hot Dance Airplay.

## Danh sách track
- Digital download[1]

1. "And Then We Kiss" — 4:28

- Japan Promo CD[2]

1. "And Then We Kiss" — 4:28

- 12" Vinyl[3]

1. "And Then We Kiss" — 4:28
2. "And Then We Kiss" (Instrumental) — 4:28
3. "And Then We Kiss" (Junkie Xl Undressed Mix) — 4:31
4. "And Then We Kiss" (Junkie Xl Undressed Mix Instrumental) — 4:31